# Vestermarie
Vestermarie er en by på Bornholm med 237 indbyggere  (2025), beliggende 13 km sydøst for Hasle, 8 km nordvest for Aakirkeby og 9 km fra kommunesædet og øens største by Rønne. Byen hører til Bornholms Regionskommune under Region Hovedstaden.

## Sogn og kirke
Vestermarie hører til Vestermarie Sogn, som også omfatter Almindingen og arealmæssigt er Bornholms største sogn. Vestermarie Kirke ligger i byen. Den afløste i 1885 en middelalderlig Maria-kirke. Kirkens kapel fra 1825 er byens ældste bygning.
Vestermarie er hjemsted for Bornholmerkirken, en frimenighed, der blev stiftet i 2006 og har ca. 140 medlemmer. Menigheden erhvervede i 2009 byens gamle forsamlingshus Vestermariehuset.

## Faciliteter
Foruden at være kirkerum kan Vestermariehuset stadig lejes ud til private fester med op til 100 personer. Byen har desuden en Dagli'Brugs.

## Historie

### Runestenene
På Vestermarie Kirkegård findes et runestensanlæg med 6 sten, der er fundet i løbet af 1800-tallet, dels på gårde i nærheden af kirken, dels under nedrivningen af den gamle kirke.

### Skolerne
Vestermarie Sogn fik sin første offentlige skole i 1786. I 1836 byggede man to nye skoler: Nordre Skole ved kirken og Søndre Skole i Smørenge. I 1872 blev der bygget 2-klasset skole i Tingsted i den nordlige del af sognet – herefter skiftede Nordre Skole navn til Kirkeskolen. I 1880 blev der bygget 2-klasset skole i Sose i den sydlige del af sognet.
Kirkeskolen fik ny skolebygning i 1902, og den gamle blev til lærerbolig. Samme år blev der i Tingsted bygget en ny skole for de ældre børn, og den gamle blev til forskole. I 1916 blev der bygget en ny 4-klasset Smørenge Skole lidt nord for den gamle Søndre Skole.
I 1964 blev Vestermarie Centralskole indviet, og de 3 små skoler blev nedlagt – Sose Skole var nedlagt allerede i 1949. Vestermarie Skole blev lukket i sommeren 2015. Det ramte også børnehuset med børnehave og SFO, som lå på samme matrikel.

### Bydannelse
I 1899 beskrev Trap Vestermarie Sogn således: "I Sognet: Vester-Mariæ Kirke, i Nærheden Præstegaarden, nordre Skole (Kirkeskolen) og et Forsamlingshus (opf. 1897). Desuden Søndre Skole, Sose Skole og Tingsted Skole, to Andelsmejerier (Lobbæk og Central), 5 Møller og 1 Savmølle.". Målebordsbladene bekræfter at der ikke dengang var nogen bydannelse omkring kirken. Først på kortene fra midten af 1900-tallet dukker parcelhusene op.